# Ursulina de Jesús
Ursulina de Jesús fue una mujer brasileña, condenada a la hoguera en 1754 por brujería. 

## Biografía
Ursulina estaba casada con Sebastiano de Jesús, un hombre de cierta importancia en la ciudad de São Paulo. Fue él quien hizo las acusaciones de brujería, alegando que ella lo dejó estéril mediante el uso de magia. Su testimonio fue confirmado ante el tribunal por la amante del marido, Cesaria.  
Ursulina fue considerada culpable de herejía por estas malas prácticas supuestas y quemada viva en público en 1754. Tras la ejecución, Sebastiano se casó con Cesaria. No consta que tuviera hijos nunca.